# Władysław Gomułka

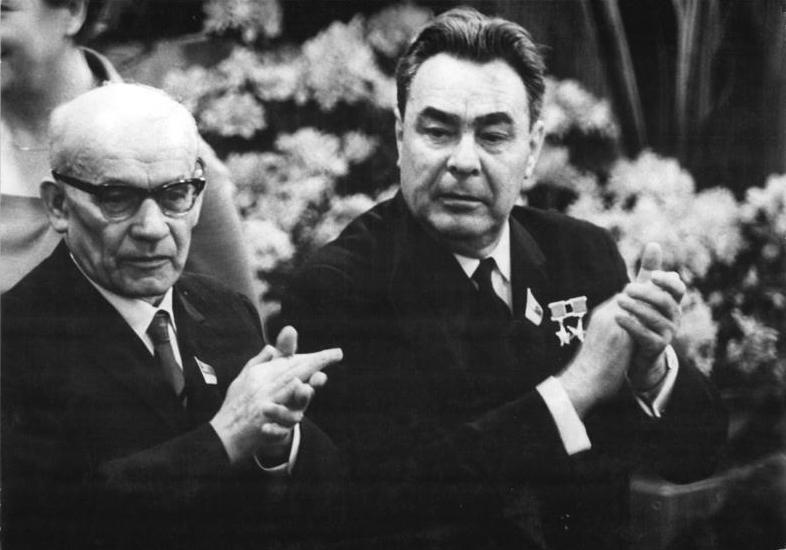
Gomułka és Leonyid Iljics Brezsnyev Kelet-Berlinben az NSZEP-pártnapokon, 1967

Władysław Gomułka (Białobrzegi, 1905. február 6. – Konstancin-Jeziorna, 1982. szeptember 1.) lengyel kommunista vezető.
Władysław Gomułka a lengyel történelem egyik meghatározó alakja a második világháború és a Szolidaritás szakszervezet létrejötte közötti időszakban.
Nevéhez fűződik az 1956-os lengyel felkelés, de az 1970-es gdański mészárlás is.

## Élete
Eredeti foglalkozása lakatos. 1922-ben bekapcsolódott a szakszervezeti munkába, aktivista lett. Ennek egyenes következménye volt, hogy 1926-ban belépett az akkor illegális lengyelországi Kommunista Pártba.
1933-ban letartóztatták, kiszabadulása után, 1934-től Moszkvában, a Nemzetközi Lenin Iskolán tanult.
1935–36 közt a párt sziléziai területi bizottságának titkára lett. Lebukott, így börtönbe került, börtönbüntetését 1936–39 közt töltötte.
A második világháború 1939. szeptember 1-jei kitörésekor illegalitásba vonult. Harcolt a németek ellen, a kommunista párt tagjaként az utódpárt Lengyel Munkáspárt tagja lett 1942-ben, a Központi Bizottságába is beválasztották.
A háború után (1945–48) a párt Központi Bizottságának főtitkára és a Politikai Bizottság tagja. A meginduló politikai életben a miniszterelnök első helyettese (1944–49), valamint az 1945–1949 közt a „Visszaszerzett Területek” minisztere is egyben.
Az 1947–1948-as lengyelországi kommunista hatalomátvétel meghatározó alakja volt.
Mivel már korán sem értett egyet Sztálin elveivel, ezért 1948-ban „jobboldali nacionalista elhajlással” vádolták meg, a pártvezetésből eltávolították.
1949–1950 közt az Állami Számvevőszék helyettes elnöke lett, utána a társadalombiztosítás varsói részlegének igazgatója.
1951 nyarán kizárták a pártból, letartóztatták. 1954 decemberében szabadult, de csak 1956-ban a poznańi események, valamint az őszi megmozdulások hatására került vissza a hatalomba.

### 1956-os szerepe
Gomułka színrelépése a belső elégedetlenségből adódott. A lengyel nép Gomułkát mártírnak látta, akit a sztálinizmus elleni nézetei miatt eltávolítottak, de már elfeledkezett arról, hogy Gomułka egyik létrehozója volt annak a rendszernek, amit most elítél (1945–1948 között).
Sztálin halála és Hruscsov beszéde után bizonyos politikai olvadás következett be, növekedett az elégedetlenség, Poznańban pedig 1956. júniusban munkásfelkelés tört ki. A megmozdulást a hatalom kíméletlenül elfojtotta. A felkelés azt is megmutatta, hogy a politikában változásnak kell bekövetkeznie, mielőtt a teljes országban az elégedetlenség el nem söpri a hatalmat.
1956. augusztus 5-én a Trybuna Ludu a Lengyel Egyesült Munkáspárt (LEMP) Központi Bizottságának lapja rövid hírben közölte, hogy Gomułka visszatért a pártba.
1956 őszén Gomułka nyilvánvalóvá tette, hogy a politikai életbe csak és kizárólag a párt vezetőjeként kíván visszatérni, (erre Ochab, az akkori pártvezető önként felajánlotta helyét), mélyebb demokratikus reformokat sürgetett, valamint a szovjet kapcsolatokat is lazítani akarta. (Akkor pl. Rokosszovszkij  lengyel származású szovjet marsall töltötte be 1949 óta a lengyel nemzetvédelmi miniszter tisztét és tagja volt a LEMP Politikai Bizottságának is).
Moszkvában nem nézték jó szemmel Gomułka ténykedéseit. A helyzet válságossá vált, mikor a szovjet csapatok Varsó felé elindultak.
A szovjet csapatok tevékenysége miatt a Gomułka-támogató lengyel haderő hozzákezdett Varsó stratégiai pontjainak megszállásához (rádió, repülőtér, telefonközpont, fontos középületek). Október 18-áról 19-ére virradó éjszakán a varsói munkások és egyetemisták is tüntettek, ha kell fegyveresen is, de megvédik magukat a szovjet csapatokkal szemben. A helyzet válságos volt és pattanásig feszült.
Október 19-én reggel szovjet küldöttség érkezett Varsóba Hruscsov vezetésével (tagja volt Molotov, Kaganovics, Mikojan, Zsukov, Konyev). A küldöttség barátságtanul fogadta az akkori vezetőket, megállapodtak, hogy késő délután találkoznak és megbeszélik a lengyel helyzetet.
A KB még délelőtt ülést tartott, és Gomułkát a PB tagjává választották. Este már Gomułka a régi PB tagjaival együtt találkozott a Belweder-palotában Hruscsovval és társaival. A drámai hangú, éjszakába nyúló, személyeskedéstől sem mentes megbeszélésen a lengyel vezetésnek sikerült meggyőznie Hruscsovot, hogy Gomułka a legjobb és legmegfelelőbb jelölt a LEMP KB első titkári helyére, valamint arról, hogy a lengyeleknek eszük ágában sincs kilépni a Varsói Szerződésből és a szocialista tömbből. Október 20-a hajnalban a szovjet vezetés visszavonta parancsát a Varsó felé menő csapataitól és hozzájárultak Gomułka pártelnöki kinevezéséhez, majd október 21-én Gomułkát megválasztották a LEMP KB első titkárává. Ekkor váltották le Rokosszovszkijt is a LEMP vezető testületéből (majd Gomułka javaslatára a nemzetvédelmi tárcától is) Rokosszovszkij október 24-én előbb csak „szabadságra” távozott, majd november közepén visszatért a Szovjetunióba.
1956. október 20-án mondta el Gomułka a világviszonylatban is feltűnő beszédét, amiben leszögezte, hogy Lengyelországban a belső politikai torzulások miatt történt a poznańi felkelés, (és nem imperialista mesterkedések miatt), egyben felelőssé téve az akkori pártvezetést is. Beszédében hitet tett az egyéni gazdálkodás mellett, a nem fejlődő TSZ-eket megszüntetésre ítélte, a szovjetekkel való viszonyban az egyenlőségen alapuló viszonyt ígérte, a termelési normák csökkentését, az élet és munkakörülmények javítását. Meghirdette a szocializmus „lengyel útját”, a demokratizálási folyamatot. Megbélyegezte a sztálinizmus, a személyi kultusz rendszerét is. A beszéd Magyarországon a Szabad Nép október 23-i számában jelent meg, és ez volt az első lépcsője a magyarországi eseményeknek is (szimpátiatüntetés). A Szovjetunióban a beszéd nem kapott nyilvánosságot.
1956. október 24-én Gomułka bejelentette, hogy bírja Hruscsov ígéretét a szovjet csapatok visszavonására (a magyarországi események miatt  a lengyel kérdés egyelőre háttérbe szorult a szovjet vezetésnél).
Gomułka október 24-én felszólította az embereket, hogy hagyják abba a tüntetéseket és vegyék fel a munkát.
A szovjet–lengyel viszonyt kétoldalú megállapodással rendezte a Szovjetunióval.
Gomułka azzal is tisztában volt, hogy a szovjet befolyás nem szűnhet meg, éppen ezért célja a táboron belül maximális függetlenséget biztosítása, valamint az ortodox kommunisták és szervezeteinek felszámolása volt. Amikor novemberben Moszkvába utazott, ez az elképzelése zöld utat kapott, a szovjet fél elfogadta Gomułka céljait.
Belső területen is különféle engedményeket tett, október 26-án visszatérhetett egyházi vezetői helyére Stefan Wyszyński bíboros, aki már pár éve házi őrizetben volt, ezzel az állam és egyház közti feszültséget is sikerült csillapítania. 
Az 1956. októberi eseményekben a lengyel társadalom nagy része Gomułkában látta azt a személyt, aki biztosíték lehetett arra, hogy a lengyel vezetés nem lesz Moszkva feltétel nélküli kiszolgálója. Gomułka párttitkárnak való megválasztása a lengyeleknek a győzelmet jelentette, valamint azt, hogy mostantól saját sorsukról maguk dönthetnek (más kérdés, hogy későbbiekben ez nem valósulhatott meg).
A hatalom megerősítése is megkezdődött, de sem arról nem eshetett szó, hogy Lengyelország kilépjen a Varsói Szerződésből, sem arról, hogy a szovjet csapatok elhagyják Lengyelországot. De egy biztossá vált: Lengyelország nem térhetett vissza soha többé a sztálini útra.
1956 után bizonyos megerősítés indult el, köszönhetően Gomułka ígéreteinek, melyből sokat be is tartott (mezőgazdaság), a lengyel társadalom tudomásul vette, hogy a második világháború ínséges időszaka után viszonylag békés és kiszámítható volt az életük.
Gomułka teljes mértékben támogatta a magyarországi forradalmat, a legtöbb segély is Lengyelországból érkezett, egyetlen volt, aki ellenezte a szovjet csapatok bevonulását Magyarországra. Még november 1-je után is nyíltan Nagy Imre mellett állt, amikor Hruscsov tájékoztatta őt a szovjet beavatkozásról.
November 4-én kijelentette, hogy kész elfogadni Kádárt és támogatni, de ugyanakkor a magyar–lengyel viszony elhidegült, Gomułka nem tett eleget Kádár meghívásának, nem volt hajlandó Kádár személyét jelenlétével törvényesíteni. De a nemzetközi fórumokon ígéretéhez híven a szovjet tömbben szavazott.
1957 tavaszán Hruscsovnál eljárt Nagy Imréért, eredménytelenül.
1958 elején ment Magyarországra, már a Nagy Imre-per előkészítésekor (bár irat nem készült, valószínűsíthető, hogy Kádár megígérte, nem lesz halálos ítélet). 5 héttel később Gomułkáékat váratlanul érte a perben hozott halálos ítélet. (A magyar–lengyel barátsági együttműködési szerződés 10. évfordulója alkalmával rendezett ünnepélyről is távol maradt.)
Gomułkát óvatossá tehette az egyértelmű állásfoglalásában, hogy a lengyel nép rokonszenvezett Nagy Imrével. Gomułka és a lengyel sajtó teljes hallgatásba burkolódzott.
Ekkortájt már elindultak azok a kis folyamatok, melyek az 1956-os lengyel események visszarendeződései is voltak, így Gomułka 12 napos hallgatás után Gdańskban – bár nem helyeselte, de nem is ítélte el Nagy Imre s társai perét és kivégzését (ezzel gyakorlatilag az 1956-os lengyel események felett is pálcát törve). 1958 augusztusában pedig Kádárral találkozva „elvtársi, baráti, testvéri” stílusban beszélték meg a helyzetüket.

### A konszolidáció után

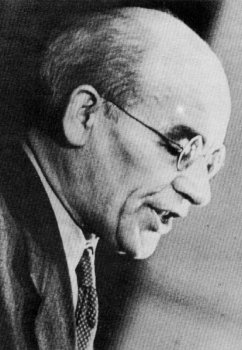
Gomułka 1962-ben

Az 1960-as évek közepétől a viszonylagos béke megváltozott, nemcsak Lengyelországban, hanem a szocialista tömbön belül is, a viszonyítás már a nyugati színvonalhoz kötött volt, egyre inkább felerősödött egy demokratizálási hullám (Európában is ekkor zajlottak a diáklázadások).
E törekvések óhatatlanul ütköztek a hatalom elvárásaival, melynek következménye volt az 1968-as diáklázadások, majd 1970-ben bekövetkezett sztrájkmozgalmak (ahol ekkor lett a sztrájkmozgalom egyik szakszervezeti vezetője Lech Wałęsa).
1968-ban diáklázongások kezdődtek Lengyelországban, melyet Gomułka leveretett. Ugyanebben az évben az Izrael-ellenes mozgalom élére is állt, ennek következtében 15 ezer lengyel állampolgár volt kénytelen elhagyni hazáját cionista vád miatt.
1968 augusztusában Gomułka egyike volt azoknak, akik sürgették, sőt részt is vettek a „prágai tavasz” elfojtásában.
Kétfrontos harcot vívott, egyrészt a korszerűsítéssel szemben, másrészt azokkal a fiatal pártvezetőkkel, akik 1968. novemberben bekerültek a pártvezetésbe és reformokat követeltek.
Az 1970-es bukása előtt ismerte el az NSZK kormánya az Odera–Neisse-vonalat határként a két ország közt (Willy Brandt kancellár lengyelországi látogatásakor).
Gazdasági téren Lengyelország ekkor már válsághelyzetben volt, igaz, elkezdődött 1968-ban egy gazdasági kiigazítási csomag, mely azt a célt szolgálta, hogy az anyagi erőforrásokat az úgynevezett sikeres ágazatokra összpontosítsák (vegyipar, nehézipar), és az onnan befolyó összegekkel próbáltak volna segíteni a gazdaság más szereplőinek.
Ennek következménye volt 1969-től a belső fogyasztás korlátozása, a túlzott bérkiáramlás ellen normarendezéseket hajtottak végre, melynek következményeként jelentős reálbércsökkenés következett be.
A lakossági ellátás színvonala a kétségbeejtő erőfeszítések ellenére csökkent.
De a propaganda mindent szépnek, jónak mutatott, ami aláásta Gomułka maradék tekintélyét is.

### Bukása
1970 őszére a lengyel vezetésnek egyértelművé vált, hogy a fogyasztási keresletet csak egy jelentős áremeléssel lehet visszafogni, ezért döntöttek arról, minden előkészítés nélkül, hogy drasztikusan emelik a fogyasztási cikkek árait. A több mint 20%-os áremelést a karácsony előtti időre időzítették, melyet Gomułka 1970. december 12-én, szombaton este jelentett be a rádión és a tv-n keresztül. Az áremelés a legalapvetőbb élelmiszereket érintette, többek közt a kenyér, a hús és a húskészítmények árát is. Ilyen mértékű áremelés Lengyelországban nem következett be 1953 óta. Félve a lakossági reakcióktól, egy nappal korábban mozgósították a rendőri és karhatalmi erőket, rohamegységeket, valamint az állambiztonsági személyeket is.
Az áremelés általános felzúdulást okozott, hétfőn reggel sztrájkba lépett a gdański hajógyár 2 részlege, majd az egész gyár. Mivel a pártvezetés nem tárgyalt a munkásokkal, így a sztrájk kiterjedt, a hatalom pedig fegyveresen is beavatkozott. Gomułka a megmozdulásokat ellenforradalomnak bélyegezte.
A szovjet vezetés Brezsnyevvel az élén aggodalommal figyelte a lengyel eseményeket, Gomułka biztosította őket, hogy helyreállítják a törvényes rendet, ha másként nem, a Varsói szerződés segítségét fogják kérni.
December 17-én a szovjet fél először nem hivatalosan, majd hivatalosan is jelezte, hogy Gomułka személye nem fontos nekik. Ennek következtében a lengyel pártvezetésben megerősödött személyének leváltási gondolata, titokban, Jaruzelski és Gierek közreműködésével döntöttek Gomułka leváltásáról. December 20-ára összehívott központi Bizottsági ülésen Giereket választották meg első titkárnak, a vezetőtestületből is kihagyták Gomułkát, akit ezután nyugdíjaztak (hivatalosan megromlott egészségügyi állapotára való tekintettel).
1971. februártól KB-tagságát is felfüggesztették. Az 1970-es eseményekben 44-en haltak meg, 1164-en megsebesültek.
Visszavonulva írta meg emlékeit, 1982. szeptember 1-jén meghalt.

## Művei magyarul
- A Lengyel Munkáspárt központi bizottságának tevékenysége; Román Munkáspárt, s.l., 1948
- A párt politikájának döntő fontosságú kérdései. Előadói beszéd és az ennek alapján elfogadott határozat; ford. Németh Gyula; Kossuth, Bp., 1957
- A Lengyel Egyesült Munkáspárt 4. kongresszusa. 1964. jún. 15-20. Wladyslaw Gomulka beszámolója, Nikolaj Viktorovics Podgornij és Fock Jenő beszéde; Kossuth Bp., 1964
- A Lengyel Munkáspárt Központi Bizottságának tevékenysége; MSZMP Politikai Főiskola, Nemzetközi Munkásmozgalom Története Tanszék, Bp., 1968
- A szocializmus építésének problémái. Válogatott beszédek. 1964-1969; ford., összeáll. Pálos Tamás; Kossuth, Bp., 1970

## Emlékezete
- Alakja felbukkan (említés szintjén) Kondor Vilmos magyar író Budapest novemberben című bűnügyi regényében.